# Cettia castaneocoronata
La tesia cabecicastaña (Cettia castaneocoronata) es una especie de ave paseriforme de la familia Cettiidae propia del sur de Asia.

## Distribución y hábitat
Se encuentra en los bosques húmedos del Himalaya y el sudeste asiático, distribuido por el norte de la India, Bután, Nepal, Bangladés, sur de China, Birmania, Laos, Tailandia y Vietnam. 